# Bunar (Derventa)
Pour les articles homonymes, voir Bunar.
Bunar (en serbe cyrillique : Бунар) est un village de Bosnie-Herzégovine. Il est situé dans la municipalité de Derventa et dans la république serbe de Bosnie. Selon les premiers résultats du recensement bosnien de 2013, il compte 61 habitants.

## Démographie

### Répartition de la population par nationalités (1991)
En 1991, les 457 habitants du village se répartissaient de la manière suivante, :

### Communauté locale
En 1991, la communauté locale de Bunar comptait 2 043 habitants, répartis de la manière suivante :